# Íscar
Íscar – gmina w Hiszpanii, w prowincji Valladolid, w Kastylii i León, o powierzchni 60,53 km². W 2011 roku gmina liczyła 6844 mieszkańców.